# Martin Rodbell
Martin Rodbell (1. prosince 1925 – 7. prosince 1998) byl americký biochemik, spolu s Alfredem G. Gilmanem nositel Nobelovy ceny za fyziologii a lékařství za rok 1994. Cenu obdrželi za objev G proteinů a jejich úlohy v buněčné signalizaci. Nejvýznamnější část své vědecké kariéry Rodbell strávil ve výzkumném ústavu National Heart Institute v marylandské Bethesdě, patřícím k organizaci National Institutes of Health.